# 石楠叶小檗
石楠叶小檗（学名：Berberis photiniaefolia）是小檗科小檗属的植物，是中国的特有植物。分布于中国大陆的广东等地，生长于海拔1,000米的地区，多生长于山顶，目前尚未由人工引种栽培。